# Mimenicodes unicolor
Mimenicodes unicolor là một loài bọ cánh cứng trong họ Cerambycidae.